# Camerata Nuova
Camerata Nuova é uma comuna italiana da região do Lácio, província de Roma, com cerca de 476 habitantes. Estende-se por uma área de 40 km², tendo uma densidade populacional de 12 hab/km². Faz fronteira com Cappadocia (AQ), Cervara di Roma, Rocca di Botte (AQ), Subiaco, Vallepietra.

## Demografia
| Variação demográfica do município entre 1861 e 2011                               |
|                                                                                   |
| Fonte: Istituto Nazionale di Statistica (ISTAT) - Elaboração gráfica da Wikipedia |